# The Music Works
The Music Works（韓語：뮤직웍스，簡稱Music Works）是韓國的經紀公司。成立於2012年。

## 旗下藝人

### Solo歌手
- 柳星恩
- 奉久（朝鲜语：봉구）

### 組合
- GB9（朝鲜语：길구봉구）（吉久（朝鲜语：길구） & 奉久（朝鲜语：봉구））

## 離開藝人
- 白智榮（2014-2019）
- 金昭希（2015-2019）
- MYTEEN（2017-2019）[2][3]
  - 天真
  - 恩洙
  - 李泰彬
  - 申準燮
  - 漢瑟
- 孔旻智（2016-2020）
- B.O.Y（2020-2021）
  - 宋有彬
  - 金國憲

## 外部連結
MUSIC WORKS
- MUSIC WORKS的Instagram帳戶
- MUSIC WORKS的Facebook專頁
- MUSIC WORKS的VLive頻道（页面存档备份，存于）
- YouTube上的THE MUSIC WORKS頻道